# Love Nest
Love Nest (bra: O Segredo das Viúvas) é um filme estadunidense de 1951, do gênero comédia dramático-romântica, dirigido por Joseph M. Newman, com roteiro de I.A.L. Diamond baseado no romance The Reluctant Landlord, de Scott Corbett.

## Sinopse
Ao voltar da guerra, Jim Scott descobre que sua mulher agora é dona de um prédio, e agora eles se veem às voltas com problemas de manutenção e os conflitos com moradores. Os problemas pioram quando Jim convida o cabo "Robbie", seu amigo do exército, para morar num dos apartamentos. Só que "Robbie" é Roberta Stevens (Marilyn Monroe), uma bela mulher.

## Elenco
- June Haver como Connie Scott
- William Lundigan como Jim Scott
- Frank Fay como Charley Patterson
- Marilyn Monroe como Roberta Stevens
- Jack Paar como Ed Forbes
- Leatrice Joy como Eadie Gaynor
- Henry Kulky como George Thompson

## Produção
Os títulos de trabalho deste filme foram The Reluctant Landlord e A WAC in His Life. As atrizes Anne Baxter e Jeanne Crain foram consideradas para estrelá-lo. Love Nest marcou o retorno ao cinema de Frank Fay, que não atuava desde Spotlight Scandals (1943), e de Faire Binney, cujo último trabalho no cinema foi em 1925, em The Lost Chord.

## Recepção
Em sua crítica para o Film Freak Central, Bill Chambers  avaliou com 2/4 de sua nota dizendo que "parece uma premissa de sitcom anexada à tela grande". No Classic Film and Television, Michael E. Grost  disse que é uma "comédia agradável e leve, visualmente rica em movimentos de câmera de longa duração."